# SATA Express

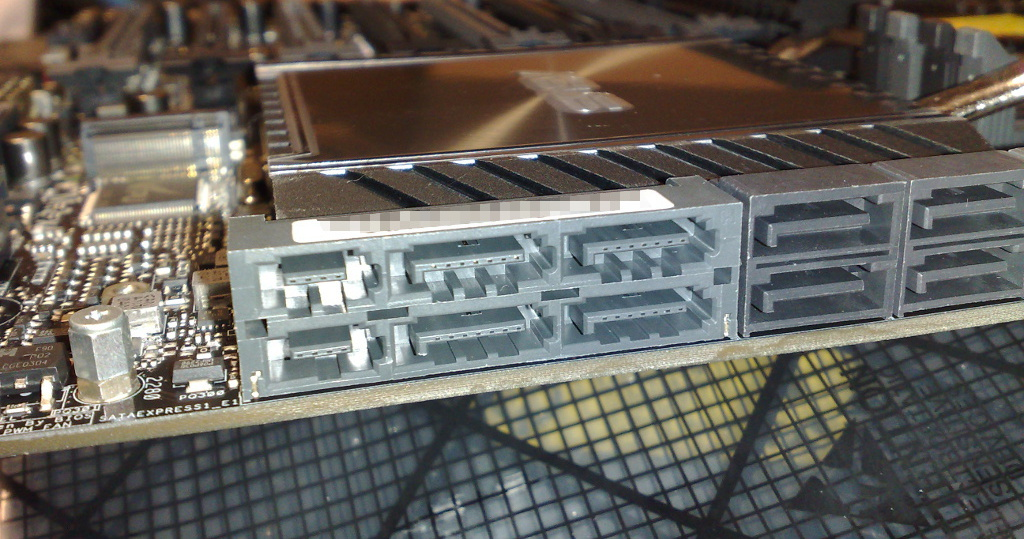
Zwei SATAe-Steckverbinder (Bildmitte) auf einem Motherboard

Vergleich von SATA (rot) und SATA Express (gelb / blau)

SATA Express (SATAe) ist als Nachfolger von SATA 6G eine Massenspeicher-Schnittstelle. Sie wurde 2013 mit der SATA-3.2-Spezifikation eingeführt.
Der SATA-Express-Stecker ist abwärtskompatibel zu alten SATA-Steckern und ist deshalb dreiteilig aufgebaut, ein Teilbereich dient zur Übertragung des Taktsignals von PCI Express (PCIe) und zur Stromversorgung, die beiden anderen Teilbereiche dienen als zwei alternative SATA-Steckplätze. Zur Übertragung wird PCI Express genutzt, der verwendete Takt ist gegenüber SATA 6G ca. 33 Prozent höher. Wird aber ein SATA-Gerät angeschlossen, so wird auf den langsameren SATA-Controller umgeschaltet.
SATA Express kann 1 oder 2 PCIe-3.0-Lanes (Datenübertragungskanäle) benutzen.
SATA Express war zu seinem Erscheinen aufgrund der Limitierung auf zwei PCIe-Lanes (ca. 2 GB/s bei PCI-Express 3.0) bereits überholt, da die im Markt erschienenen Laufwerke höhere Bandbreiten benötigten, um die volle Leistung abrufen zu können. Daher breitete sich M.2 (ursprünglich als Standard für mobile Geräte gedacht), welches bis zu vier Lanes unterstützt, auch als Alternative bei Desktop-PCs aus. Folgerichtig sind auch keine SATA Express-Laufwerke im freien Handel erschienen. Ab 2014 wurde die Unterstützung von SATA Express zudem aus neuen Intel-Chipsätzen gestrichen und durch M.2 ersetzt.
Für den professionellen Bereich (Workstations, Server- oder Storagesysteme) war SATA-Express nie vorgesehen, hier kommt der Standard U.2 zur Verwendung.